# Cutchil
Cutchil es una Parroquia de Ecuador del cantón Sígsig en la provincia del Azuay.

## Población
Su número de habitantes sobrepasa los 5.000.

## Sus personajes cotidianos
Cutchit tenía a su personaje más conocida en todo el sigsíg una señora de nombre o sobrenombre

## Economía local
De tierra productiva, con árboles frutales, manzana durazno, capulì, reinaclaudia pera, maíz, fréjol arbeja, papa, etc.

## Etimología
Cutchi es una palabra Quechua significa llano grande, hace pocos años han cambiado el verdadero nombre de Cutchil con el de Cuchil.

## Cultura Cutchil
La cultura cuchil está caracterizada por una mezcla de cañaris desde el inicio con la cultura shuar. Hoy el centro de la parroquia tiene un 95 % de mestizos provenientes de Colombia, aunque fue una región caracterizada por su mezcla de culturas.
- Datos: Q8352760